# 英国社会主义运动史
英国社会主义起源于17世纪的英格蘭內戰时期。在英国，社会主义理念表现出多种形式，从罗伯特·欧文的空想社会主义（欧文主义），到1900年成立的工党推动的改良主义选举规划。1940年代末，工党对英国五分之一的经济进行国有化。